# Presidente de Venezuela
El presidente de la República Bolivariana de Venezuela es a la vez el jefe de Estado y de Gobierno de Venezuela, siendo el cargo de mayor jerarquía de la función pública, representando la primera magistratura de la República. En su condición de jefe del Gobierno, dirige el poder ejecutivo nacional de Venezuela y, como jefe del Estado, es el comandante en jefe de la Fuerza Armada Nacional Bolivariana. Hasta la fecha, treinta hombres ocuparon este cargo y más de cincuenta, si se consideran los presidentes interinos o provisionales. 
El período del mandato presidencial, según el art. 230 de la Constitución vigente, es de seis años sin límites de reelección, con la posibilidad de celebrar un referendo revocatorio popular en cualquier momento de los últimos tres años de cada mandato presidencial. 
El primer presidente de Venezuela fue Cristóbal Mendoza, quien asumió el cargo el 5 de marzo de 1811 como parte de un triunvirato ejecutivo electo por el Supremo Congreso de Venezuela. El 5 de julio de 1811, con la Declaración de Independencia de la Corona Española, se oficializa el cargo de presidente de los Estados de Venezuela.
La fórmula ejecutiva del triunvirato de la primera República se disuelve cuando el Congreso entrega poderes dictatoriales a Francisco de Miranda en 1812. Debido a las guerras de independencia con España, se realizan varios intentos para establecer y confirmar la independencia.
Durante el breve tiempo que fue establecida la segunda República (1813-1814), Simón Bolívar ocupó la primera magistratura por decisión del Congreso Nacional. Posteriormente en la instauración de la tercera República (1817-1819), nuevamente Simón Bolívar es designado presidente de la República de Venezuela por decisión del cuerpo legislativo.
En 1819, con el Congreso de Angostura nace la República de Colombia (conocida como la Gran Colombia e integrada por los departamentos de Venezuela, Nueva Granada y Ecuador). El Congreso elige a Simón Bolívar como presidente de Colombia y a Francisco de Paula Santander como vicepresidente de la naciente república.
En 1830, tras el movimiento de La Cosiata, Venezuela se separa oficialmente de la llamada Gran Colombia, naciendo el Estado de Venezuela, cuyo primer presidente fue José Antonio Páez, por designación del Congreso Constituyente de Valencia en 1830. A partir de 1830 se mantiene la figura de presidente de Venezuela, aunque ha tenido cambios en cuanto a su elección, atribuciones, tiempos de mandato y denominaciones.

## Requisitos

### Requisitos actuales
Según el artículo 227 y 229 de la Constitución vigente (1999), para ser presidente se requiere:
- Ser ciudadano venezolano por nacimiento y no poseer otra nacionalidad, en pleno goce de sus derechos.
- Tener 30 años cumplidos al tiempo de la elección.
- No estar sometido a condena mediante sentencia definitivamente firme.
- No ser vicepresidente de la República, ministro, gobernador de Estado ni alcalde, en el día de su postulación y a la fecha de la elección.
- Ser de estado seglar (no estar en plena función de cargos religiosos).

### Requisitos históricos - Constituciones previas.
La Constitución Federal de 1811, la primera constitución de este país, señala como requisitos para ejercer la presidencia:
1. Ser nacidos en el continente Colombiano o sus islas (llamado antes América Española). No estarán excluidos los nacidos en la Península Española e Islas Canarias.
2. Haber residido en el territorio de la unión diez años inmediatamente antes de ser elegidos.
3. Gozar de alguna propiedad de cualquier clase en bienes libres.

La Constitución de 1830 exigía en el artículo N.º 109:
1. Ser venezolano por nacimiento.
2. Reunir las mismas cualidades que para ser senador.

El segundo requisito remite al artículo N.º 62:
1. Tener treinta años cumplidos.
2. Ser natural o vecino de la provincia que hace la elección.
3. Tener tres años de residencia en el territorio de Venezuela inmediatamente antes de la elección.
4. Ser dueño de una propiedad raíz, cuya renta anual sea de ochocientos pesos; o tener una profesión, oficio, o industria útil que produzca mil pesos anuales: o gozar de un sueldo de mil doscientos pesos anuales.

La Constitución Federal de 1864, surgida luego de la Guerra Federal, establecía dos requisitos:
1. Ser venezolano por nacimiento.
2. Tener treinta años de edad.

La Constitución de 1947 exigía:
1. Ser venezolano por nacimiento.
2. Ser de estado seglar.
3. Ser mayor de treinta años.
4. Reunir las mismas cualidades para ser elegible y apto para el desempeño de cualquier cargo público.

Lo que lleva a:
1. Los electores que sepan leer y escribir.
2. Las derivadas de las condiciones de aptitud que, para el ejercicio de determinados cargos, requieran las leyes.

Según la Constitución de 1953 el presidente debía:
1. Ser venezolano por nacimiento.
2. Ser de estado seglar.
3. Ser mayor de treinta años.

La Constitución de 1961, aprobada luego de la salida de Marcos Pérez Jiménez, señalaba los siguientes requisitos:
1. Ser venezolano por nacimiento.
2. Ser de estado seglar.
3. Ser mayor de treinta años.
4. Reunir además las condiciones establecidas en la Enmienda 1º de 1973.

Lo que lleva a:
1. No podrán ser elegidos presidente los que sean senador o diputado al Congreso, ni magistrado de la Corte Suprema de Justicia.
2. Tampoco podrá ser elegido Quien está en ejercicio de la Presidencia para el momento de la elección, o lo haya estado durante más de cien días en el año inmediatamente anterior, ni sus parientes dentro del tercer grado de consanguinidad o segundo de afinidad.
3. Quienes hayan sido condenados mediante sentencia definitivamente firme, dictada por Tribunales Ordinarios, a pena de presidio o prisión superior a tres años, por delitos cometidos en el desempeño de funciones públicas, o con ocasión de estas.

## Elección presidencial

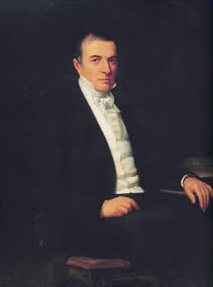
Cristóbal Mendoza, primer Presidente de Venezuela. Por Martín Tovar y Tovar.

Según la Constitución vigente, el presidente de la República es electo en una sola jornada electoral por medio de votación universal, directa y secreta ejercida por los venezolanos mayores edad, inscritos en el registro electoral. Es la única elección de un cargo de función pública en el que los venezolanos pueden votar tanto en el territorio nacional como en el exterior.
Para ser electo Presidente de la República se requiere obtener la mayoría simple de los votos válidos. El Consejo Nacional Electoral, es el encargado de anunciar los resultados a través de su primer boletín oficial, antes de este anuncio, no se pueden publicar estimaciones de resultados.

### Elección histórica del Presidente de la República
Las dos primeras elecciones para elegir al presidente fueron realizadas de forma indirecta por los miembros del Congreso de 1811 y 1812. Sin embargo, la Constitución Federal de 1811 promulgada el 21 de diciembre de dicho año, establecía que el Ejecutivo Federal debía conferirse a tres individuos elegidos mediante sufragio indirecto por una congregación de electores. Esta congregación debía haber sido elegida previa y directamente a razón de un representante por cada mil habitantes.
La Constitución de 1830 y de 1857 mantuvieron el sistema de sufragio indirecto representado de un colegio electoral o asamblea provincial en el caso de la Constitución de 1857. En ambos casos, los candidatos debían reunir las dos terceras partes de los votos de dichos cuerpos electorales, en caso de que no ocurriese, el Congreso se encargaría de elegir al presidente.
En la Constitución de 1858 se estableció por primera vez la votación directa y secreta de los venezolanos que estuviesen en el goce de la ciudadanía, eligiendo a Manuel Felipe de Tovar en las elecciones de 1860.

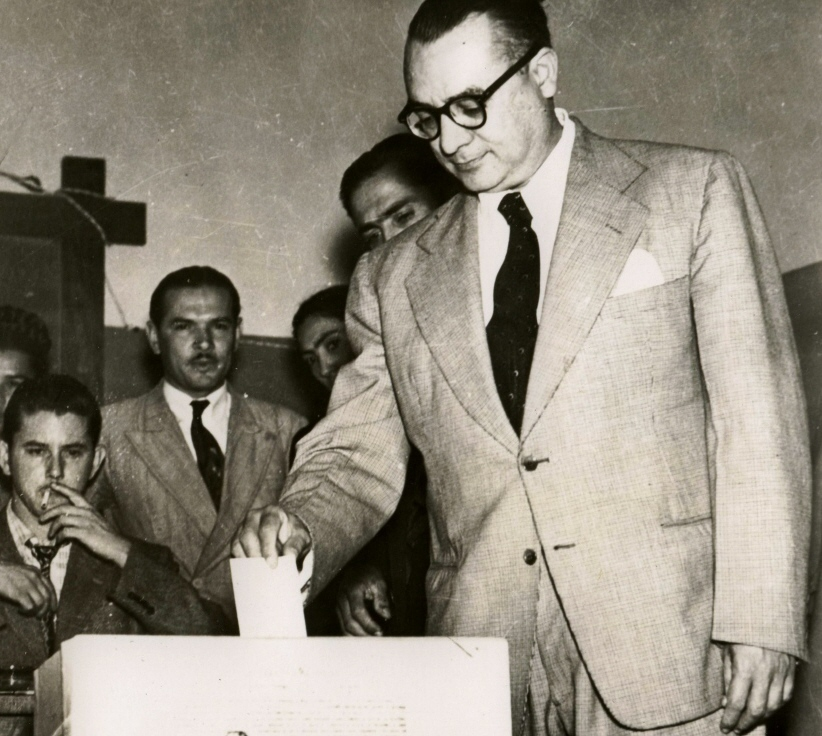
Rómulo Betancourt al momento de ejercer el voto en las elecciones presidenciales de 1947

La Constitución Federal de 1864 de los Estados Unidos de Venezuela, estableció que la elección del presidente sería bajo un sistema federal. Si bien los ciudadanos votaban de forma directa y secreta en cada uno de sus estados, cada estado aportaba sólo un voto que sería el de la mayoría relativa o simple de sus electores. El candidato que obtuviese la mayoría absoluta de los votos (por estado) sería proclamado por el Congreso como Presidente. En caso de no obtenerlo el Congreso elegiría al presidente. Posteriormente, la Constitución de 1874 modificó el voto secreto por el voto público.
Las Constituciones de 1881 y 1891, establecieron el Consejo Federal, compuesto de un senador y un diputado, por cada una de las entidades políticas, y de un diputado por el Distrito Federal, que se elegían por el Congreso cada dos años de entre las representaciones respectivas de los Estados y del Distrito Federal, dicho Consejo elegiría de sus miembros al presidente de la Unión.
En 1893 fue modificada la Constitución regresando al sistema de votación directa y secreta bajo esquema federal. La Constitución de 1901 establecida bajo el gobierno de Cipriano Castro dispone que la elección sea realizada por Concejos Municipales de cada estado hasta 1904, cuando el presidente sería electo por un cuerpo electoral compuesto de catorce miembros del Congreso Nacional.
Desde 1909 bajo el mandato de Juan Vicente Gómez, el presidente de la Unión era electo por el Congreso, situación que continuó hasta 1947 cuando la Asamblea Nacional Constituyente sanciona la Constitución de 1947 retomando el sistema de votación universal, directa y secreta, siendo elegido ese mismo año Rómulo Gallegos. Esta última establece por primera vez el voto femenino.
Con la Junta Militar de Gobierno presidida por Marcos Pérez Jiménez, se proclama la Constitución de 1953 que define un sistema de votación universal, directa y secreta. Sin embargo, se establece que de manera transitoria y por un periodo de siete años, el presidente sería electo por los miembros de la Asamblea Constituyente. Tras la caída del régimen de Pérez Jiménez, se redacta la Constitución de 1961 donde el presidente es electo por mayoría de votos en elecciones libres, universales, directas y secretas.
En 1999, la Asamblea Nacional Constituyente redacta la Constitución vigente, donde el mecanismo de elección del presidente se mantiene, sin cambios con respecto a la Constitución de 1961, solo incluyendo la figura del referendo revocatorio del mandato.

## Ceremonia de investidura
La ceremonia de investidura, cambio de mando o asunción al poder, se realiza desde 1873 en el Palacio Federal Legislativo en el Hemiciclo Protocolar (anterior hemiciclo del extinto Senado)
Tras el proceso de elección, el Consejo Nacional Electoral proclama al presidente electo por mayoría simple de votos. Posteriormente, y tras recibir las credenciales de elección, el presidente asume el cargo tras realizar el juramento de ley sobre la Constitución ante el pleno de la Asamblea Nacional el 10 de enero del primer año del periodo Constitucional. Si no pudiere tomar juramento ante la Asamblea Nacional lo hará ante el Tribunal Supremo de Justicia.

### Fechas de Ceremonias de Investidura
- La primera toma de posesión fue la del triunvirato ejecutivo, presidido por Cristóbal Mendoza, el 5 de marzo de 1811 ante el Supremo Congreso de Venezuela.
- Constitución de 1830: 20 de enero (desde 1830 a 1857), día de la instalación del Parlamento, sin embargo el 11 de abril de 1831, José Antonio Páez presto Juramento ante el pleno del Congreso de la República.
- Constitución de 1857: 1 de febrero (desde 1857 a 1858).
- Constitución de 1858: 20 de enero (desde 1858 a 1864).
- Constitución de 1864: 20 de febrero (desde 1864 a 1909).
- Constitución de 1909: 19 de abril (desde 1909 a 1961).
- Constitución de 1961: 12 de marzo (desde 1961 a 1983).
- Enmienda 2º de la Constitución de 1961:  2 de febrero (desde 1983 a 1999).
- Constitución de 1999:  10 de enero (desde 2001).

No siempre el presidente tomó posesión en las fechas designadas por la Constitución del momento, debido a que mucho de ellos tomaron posesión como consecuencia de sucesiones y golpes de estado.
Según una sentencia del Tribunal Supremo de Justicia de Venezuela efectuada en enero de 2013, el presidente de la república (reelecto) puede ser juramentado en una oportunidad posterior a la estipulada en la constitución de 1999 de presentarse una situación sobrevenida.

## Atribuciones
Según la Constitución de la República Bolivariana de Venezuela (CRBV) son atribuciones y obligaciones del Presidente o Presidenta de la República:
- Cumplir y hacer cumplir la Constitución y la Ley.
- Dirigir la Acción de Gobierno.
- Nombrar y remover al Vicepresidente Ejecutivo o Vicepresidenta Ejecutiva, nombrar y remover a los Ministros o Ministras.
- Dirigir las relaciones exteriores de la República y celebrar y ratificar los tratados, convenios o acuerdos internacionales.
- Dirigir la Fuerza Armada Nacional Bolivariana en su carácter de Comandante en Jefe, ejercer la suprema autoridad jerárquica de ella y fijar su contingente.
- Ejercer el mando supremo de la Fuerza Armada Nacional Bolivariana , promover sus oficiales a partir del grado de coronel o coronela o capitán o capitana de navío, y nombrarlos o nombrarlas para los cargos que les son privativos.
- Declarar los estados de excepción y decretar la restricción de garantías en los casos previstos en esta Constitución.
- Dictar, previa autorización por una ley habilitante, decretos con fuerza de ley.
- Convocar a la Asamblea Nacional a sesiones extraordinarias.
- Reglamentar total o parcialmente las leyes, sin alterar su espíritu, propósito y razón.
- Administrar la Hacienda Pública Nacional.
- Negociar los empréstitos nacionales.
- Decretar créditos adicionales al Presupuesto, previa autorización de la Asamblea Nacional o de la Comisión Delegada.
- Celebrar los contratos de interés nacional conforme a esta Constitución y la ley.
- Designar, previa autorización de la Asamblea Nacional o de la Comisión Delegada, al procurador o procuradora general de la República y a los jefes o jefas de las misiones diplomáticas permanentes.
- Nombrar y remover a aquellos funcionarios o aquellas funcionarias cuya designación le atribuyen esta Constitución y la ley.
- Dirigir a la Asamblea Nacional, personalmente o por intermedio del Vicepresidente Ejecutivo o Vicepresidenta Ejecutiva, informes o mensajes especiales.
- Formular el Plan Nacional de Desarrollo y dirigir su ejecución previa aprobación de la Asamblea Nacional.
- Conceder indultos.
- Fijar el número, organización y competencia de los ministerios y otros organismos de la Administración Pública Nacional, así como también la organización y funcionamiento del Consejo de Ministros, dentro de los principios y lineamientos señalados por la correspondiente ley orgánica.
- Disolver la Asamblea Nacional en el supuesto establecido en esta Constitución.
- Convocar referendos en los casos previstos en esta Constitución.
- Convocar y presidir el Consejo de Defensa de la Nación.
- Las demás que le señale esta Constitución y la ley.

El Presidente o Presidenta de la República ejercerá en Consejo de Ministros las atribuciones señaladas en los numerales 7, 8, 9, 10, 12, 13, 14, 18, 20, 21, 22 y las que le atribuya la ley para ser ejercidas en igual forma. Los actos del Presidente o Presidenta de la República, con excepción de los señalados en los ordinales 3 y 5, serán refrendados para su validez por el vicepresidente Ejecutivo o Vicepresidenta Ejecutiva y el ministro respectivo.

## Símbolos

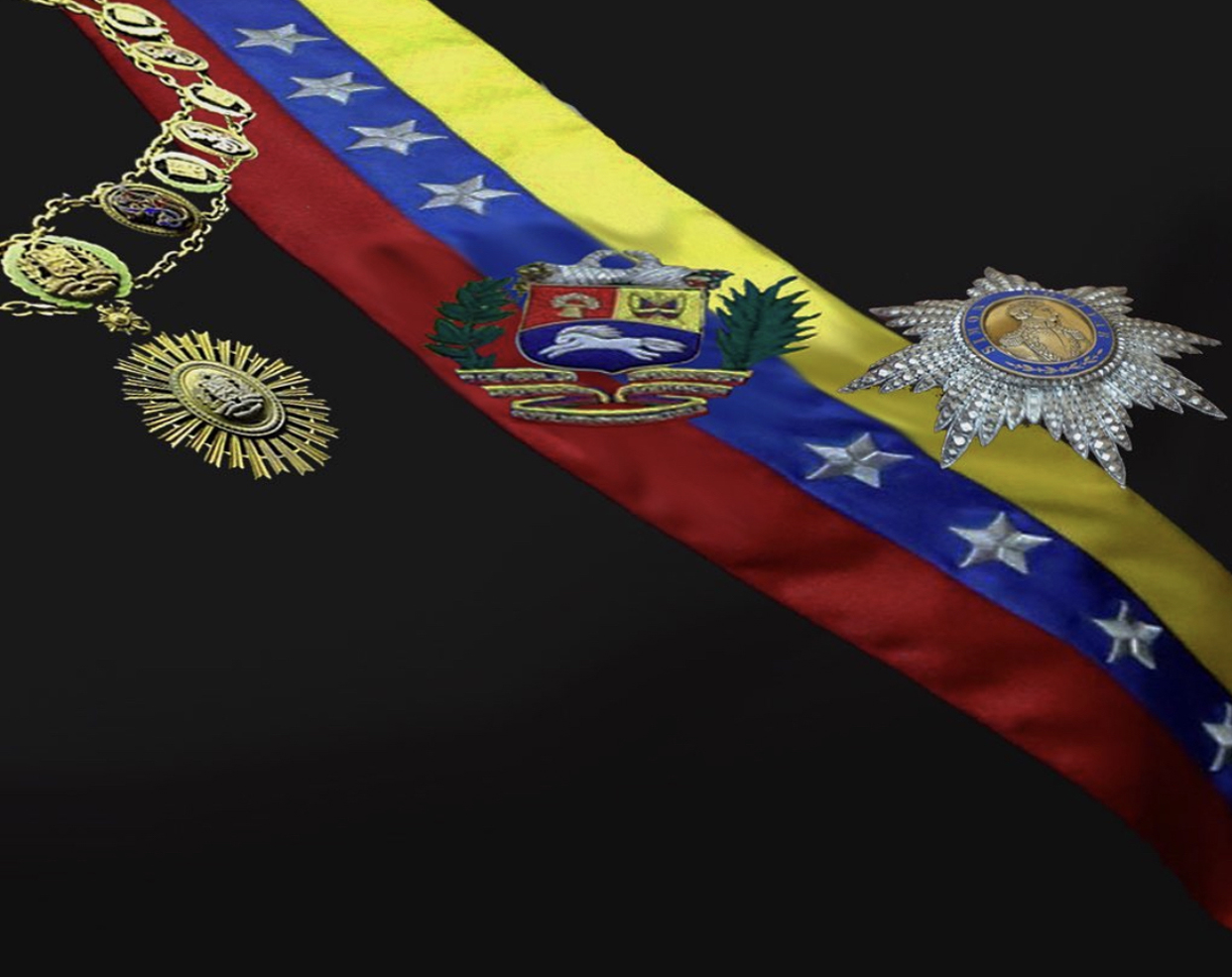
Banda presidencia, gran collar y estrella de la Orden Libertador. Símbolos presidenciales de Venezuela.

Estandarte presidencial en tierra (1970-1997)

Estandarte presidencial en tierra desde 1997.

Estandarte presidencial en el mar.

### Símbolos de Investidura
Si bien no está reglamentado el uso de símbolos como parte de la investidura de la Presidencia, el presidente de la República ostenta la Orden del Libertador en su máxima clase, en su condición de Gran Maestre. Es por esta razón que, adicional a la banda presidencial, históricamente el presidente de la República porta el gran collar y la estrella de la orden.
El uso de la banda presidencial fue implementado por el General José Antonio Páez en su tercer mandato, al usar la banda presidencial como un fajín, mientras el uso de la orden como símbolo presidencial inicia en el mandato del Gral. Antonio Guzmán Blanco, quien crea la orden en septiembre de 1880.
Por disposición del artículo 3 de la Ley sobre la llave del Arca del 9 de julio de 1940, el presidente de la República es portador de la llave del arca que contiene el libro de actas del primer Congreso de Venezuela, quien debe entregársela a su sucesor en el cambio de mando. Históricamente, la llave del arca se encuentra anexada al gran collar de la Orden Libertador que porta el presidente de la República
La banda presidencial de Venezuela ha llevado históricamente sólo los colores amarillo, azul y rojo y el escudo nacional en el centro. Sin embargo, al tomar posesión Nicolás Maduro en 2013, se le agregaron a la banda las ocho estrellas blancas de la bandera nacional.

### Estandarte Presidencial
La bandera de Estado de Venezuela conocida como "pabellón nacional", siendo la que incluye el escudo nacional en la sección izquierda dentro de franja amarilla superior, es la que se utiliza para las instalaciones dependientes de los organismos del Estado, incluyendo el Palacio Presidencial.
Adicionalmente, el presidente consta de su propio estandarte que simboliza la presencia del Jefe del Estado.
- En tierra: el estandarte se compone del escudo nacional en el centro y sobre un campo oro (color amarillo)
- En el mar: el estandarte se compone del escudo nacional en el centro y sobre un campo azur (color azul) flanqueado por cuatro estrellas blancas de cinco puntas.

Desde 1959 hasta 1997, el estandarte presidencial de tierra se componía del escudo nacional en el centro y sobre un campo de gules (color rojo) En 1997 se cambió el color del campo del estandarte de gules a oro (rojo a amarillo), y en el año 2006, el estandarte sufrió una modificación adicional, al aprobarse las modificaciones realizadas al escudo nacional por parte de la Asamblea Nacional de Venezuela.

## Sucesión y faltas
La sucesión presidencial en Venezuela se define cada seis (6) años a través de elecciones universales, secretas y directas, siendo electo presidente quien obtuviese la mayoría simple de los votos. Adicionalmente, la Constitución de Venezuela, establece diversos supuestos de sucesión en función de las faltas del Presidente en ejercicio, e incluso del Presidente electo.

### Faltas Temporales
Según el artículo 234 las faltas temporales del presidente las suple el vicepresidente ejecutivo, hasta por 90 días prorrogables por 90 días más. Según el artículo 235 de la Constitución, la ausencia del presidente por más de 5 días consecutivos requiere de la aprobación de la Asamblea Nacional.

### Faltas Absolutas
Según el artículo 233 de la Constitución serán faltas absolutas del presidente: la muerte, su renuncia, o su destitución decretada por sentencia del Supremo Tribunal, su incapacidad física o mental permanente certificada y designada por el Tribunal Supremo y con aprobación de la Asamblea Nacional, abandono del cargo, declarado como tal por la Asamblea Nacional, y la revocación popular del mandato.
De acuerdo con el numeral segundo del artículo 233 de la Constitución de 1999, si la falta absoluta del presidente se produjera durante los primeros cuatro años del período respectivo, se procederá a una nueva elección universal, directa y secreta en 30 días siguientes. Se encargara de la Presidencia de la República el vicepresidente ejecutivo mientras se celebra la elección.
El numeral cuarto del artículo 233 establece que si la falta ocurriese en los últimos dos años, se encargara de la Presidencia de la República el vicepresidente Ejecutivo hasta completar el periodo constitucional.

### Falta absoluta del Presidente Electo
Si se produce una de las faltas absolutas del presidente electo descritas en la Constitución en el artículo 233, antes de la toma de posesión, se procede a una nueva elección universal, directa y secreta en los 30 días siguientes, encargándose de la Presidencia de la República, el presidente de la Asamblea Nacional.
Según el artículo 231 de la Constitución el presidente debe de tomar posesión ante la Asamblea el 10 de enero; el numeral segundo del artículo constitucional establece que si por causas sobrevenidas el presidente no pudiese juramentarse ante la Asamblea lo hará ante el Tribunal Supremo de Justicia. 

### Falta temporal del Presidente Reelecto
Según sentencia del Tribunal Supremo de Justicia, de fecha 9 de enero de 2013, la juramentación del Presidente reelecto puede ser efectuada en una oportunidad posterior al 10 de enero ante el Tribunal Supremo de Justicia, de no poder realizarse dicho día ante la Asamblea Nacional, de conformidad con lo previsto en el artículo 231 de la Carta Magna. Dicho acto será fijado por el Tribunal Supremo de Justicia, una vez que exista constancia del cese de los motivos sobrevenidos que hayan impedido la juramentación.

## Salario y complementos

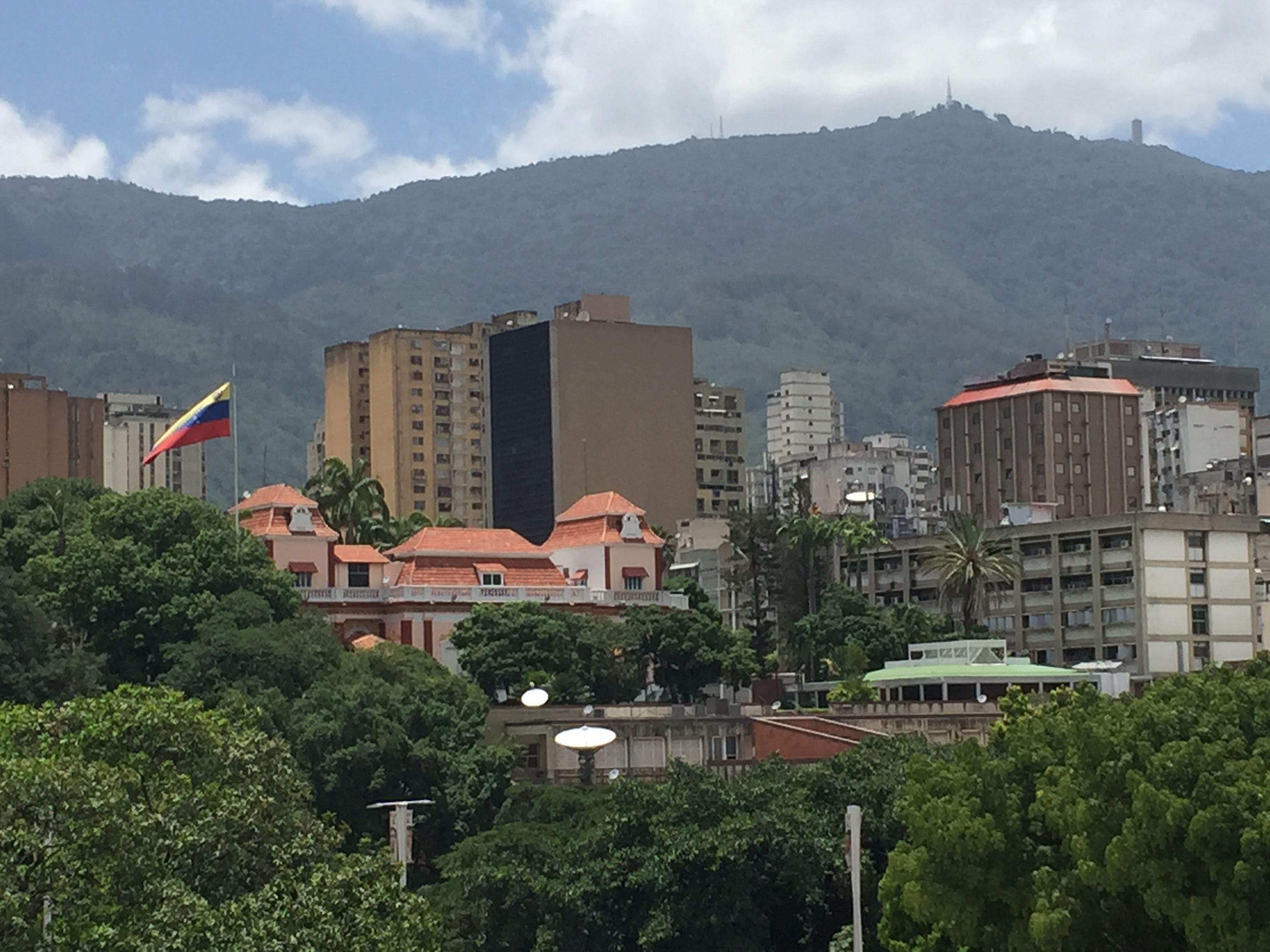
Palacio de Miraflores, sede del Poder Ejecutivo Nacional, Caracas.

El presidente disfruta de un sueldo pagado por el Tesoro Nacional, de acuerdo con la Ley Orgánica de Emolumentos, Pensiones y Jubilaciones de los Altos Funcionarios del Poder Público. Durante el mismo período no podrá ejercer otro empleo, ni recibir ningún otro emolumento de la Nación. El sueldo del presidente no podrá ser superior a 12 salarios mínimos, es decir, 1.560  Bs (tomando como referencia el salario mínimo vigente desde el 15 de marzo de 2022). 

### Seguridad
La Guardia de Honor Presidencial de Venezuela es la encargada de la seguridad de toda la familia presidencial y de sus otros pares políticos. La Guardia de Honor Presidencial está integrada hoy por los cuatro componentes de la Fuerza Armada Nacional y organismos de seguridad ciudadana, comandada por un Oficial General.

### Palacio Presidencial
El palacio presidencial que sirve como despacho del Presidente de la República, es el Palacio de Miraflores, ubicado en el centro de la ciudad de Caracas. Este palacio funciona como sede del despacho presidencial desde 1900 por iniciativa del presidente Cipriano Castro. Anteriormente, el despacho presidencial se ubicaba en el Salón del Tríptico del Palacio Federal Legislativo.

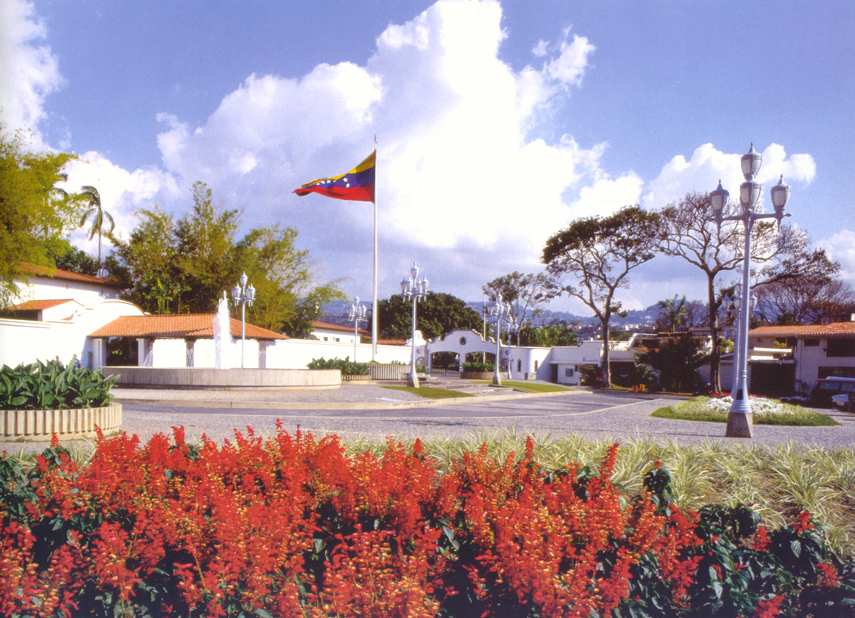
Residencia Presidencial La Casona, Caracas.

### Residencia Presidencial
Tradicionalmente la residencia oficial del Presidente de la República fue La Casona, ubicada en la urbanización Santa Cecilia en el este de la ciudad de Caracas. El último gobernante en usar la residencia fue Hugo Chavéz entre 1999 y 2002.
En 2019, Nicolás Maduro decidió que la residencia fuese abierta a las visitas del público como sede del Centro Cultural Aquiles Nazoa, un museo y espacio cultural que conserva los espacios de la residencia y sus jardines, tal como se vieron durante los años que sirvió como residencia. Adicionalmente es usada para realizar eventos oficiales del Gobierno Nacional.
Actualmente el presidente de la República reside en La Viñeta, históricamente la residencia del Vicepresidente Ejecutivo, la cual se encuentra en el complejo militar de Fuerte Tiuna.

### Transporte
El avión presidencial de Venezuela es un Airbus A319 CJ, YV2984 pintado con los colores de Conviasa, también un Embrer Legacy 1000, YV3016, igualmente pintado de Conviasa donde el presidente realiza la mayoría de sus viajes, aunque por seguridad vuela en otros aviones privados más pequeños dentro del país acompañado por los aviones grandes como señuelo.

## Propuestas de cambios en la Jefatura del Estado y de Gobierno
En el segundo período presidencial de Rafael Caldera se planteó la posibilidad de crear el cargo del primer ministro por elección popular, separando así la Jefatura del Estado de la Jefatura del Gobierno y pasando a ser ejercida cada una por una persona distinta; la propuesta consistía en que el presidente de la República sería el jefe del Estado como comandante en jefe de las Fuerzas Armadas, ser el equilibrio de los poderes públicos, entre otras funciones; y el primer ministro sería el jefe del Gobierno como jefe del Poder ejecutivo ejerciendo las funciones de dirección y administración del gobierno ejecutivo nacional. Esta enmienda constitucional que se planificaba en el gobierno de Caldera se vio ignorada tras la llegada de Hugo Chávez al poder y la convocatoria de la Asamblea Nacional Constituyente de 1999. Actualmente, al igual que en lo largo de la historia del país, el presidente de la República ejerce tanto la jefatura del Estado como la jefatura del Gobierno.
En el continente americano los únicos países que poseen la diferenciación del jefe de Estado y de Gobierno son Canadá, Jamaica y el resto de las naciones independientes y semiindependientes pertenecientes a la Mancomunidad Británica. En Europa prácticamente todos los países, tanto monarquías como repúblicas, poseen a un jefe de Estado y a un jefe de Gobierno.

## Lista de presidentes
| #                                                    | Presidente                         | Presidente                         | Presidente                         | Partido                            | Inicio                             | Final                                    | Origen                                   | Mandato                            | Elección                                                                                        | Vicepresidente(a)                                                                                                  | Vicepresidente(a)                                       |
| República de Venezuela (1953-1999)                   | República de Venezuela (1953-1999) | República de Venezuela (1953-1999) | República de Venezuela (1953-1999) | República de Venezuela (1953-1999) | República de Venezuela (1953-1999) | República de Venezuela (1953-1999)       | República de Venezuela (1953-1999)       | República de Venezuela (1953-1999) | República de Venezuela (1953-1999)                                                              | República de Venezuela (1953-1999)                                                                                 | República de Venezuela (1953-1999)                      |
| ---------------------------------------------------- | ---------------------------------- | ---------------------------------- | ---------------------------------- | ---------------------------------- | ---------------------------------- | ---------------------------------------- | ---------------------------------------- | ---------------------------------- | ----------------------------------------------------------------------------------------------- | --- | ------------------------------------------------------- |
| 24                                                   |                                    |                                    | Rómulo Betancourt (1908-1981)      | AD                                 | 13 de febrero de 1959              | 11 de marzo de 1964                      | Miranda                                  | 48 (1959-1964)                     | 1958                                                                                            | | Cargo inexistente                                       |
| 28                                                   |                                    |                                    | Raúl Leoni (1905-1972)             | AD                                 | 11 de marzo de 1964                | 11 de marzo de 1969                      | Bolívar                                  | 49 (1964-1969)                     | 1963                                                                                            | | Cargo inexistente                                       |
| 29                                                   |                                    |                                    | Rafael Caldera (1916-2009)         | COPEI                              | 11 de marzo de 1969                | 12 de marzo de 1974                      | Yaracuy                                  | 50 (1969-1974)                     | 1968                                                                                            | | Cargo inexistente                                       |
| 30                                                   |                                    |                                    | Carlos Andrés Pérez (1922-2010)    | AD                                 | 12 de marzo de 1974                | 12 de marzo de 1978                      | Táchira                                  | 51 (1974-1979)                     | 1973                                                                                            | | Cargo inexistente                                       |
| 31                                                   |                                    |                                    | Luis Herrera Campíns (1925-2007)   | COPEI                              | 12 de marzo de 1979                | 2 de febrero de 1984                     | Portuguesa                               | 52 (1979-1984)                     | 1978                                                                                            | | Cargo inexistente                                       |
| 32                                                   |                                    |                                    | Jaime Lusinchi (1924-2014)         | AD                                 | 2 de febrero de 1984               | 2 de febrero de 1989                     | Anzoátegui                               | 53 (1984-1989)                     | 1983                                                                                            | | Cargo inexistente                                       |
| 30                                                   |                                    |                                    | Carlos Andrés Pérez (1922-2010)    | AD                                 | 2 de febrero de 1989               | 21 de mayo de 1993                       | Táchira                                  | 54 (1989-1993)                     | 1988                                                                                            | | Cargo inexistente                                       |
| -                                                    |                                    |                                    | Octavio Lepage (1923-2017)         | Encargado                          | 21 de mayo de 1993                 | 5 de junio de 1993                       | Anzoátegui                               | (1993)                             | Presidente del Congreso, encargado del poder ejecutivo.                                         | | Cargo inexistente                                       |
| -                                                    |                                    |                                    | Ramón J. Velásquez (1916-2014)     | Encargado                          | 5 de junio de 1993                 | 2 de febrero de 1994                     | Táchira                                  | (1993-1994)                        | Presidente encargado designado por el Congreso de la República.                                 | | Cargo inexistente                                       |
| 29                                                   |                                    |                                    | Rafael Caldera (1916-2009)         | Convergencia                       | 2 de febrero de 1994               | 2 de febrero de 1999                     | Yaracuy                                  | 55 (1994-1999)                     | 1993                                                                                            | | Cargo inexistente                                       |
| 33                                                   |                                    |                                    | Hugo Chávez (1954-2013)            | MVR                                | 2 de febrero de 1999               | 30 de diciembre de 1999                  | Barinas                                  | 56 (1999)                          | 1998                                                                                            | | Cargo inexistente                                       |
| República Bolivariana de Venezuela (1999-actualidad) |                                    |                                    |                                    |                                    |                                    |                                          |                                          |                                    |                                                                                                 | |                                                         |
| 33                                                   |                                    |                                    | Hugo Chávez (1954-2013)            | MVR                                | 30 de diciembre de 1999            | 10 de enero de 2001                      | Barinas                                  | 56 (1999-2001)                     | Continuación del mandato anterior tras la promulgación de la Constitución de Venezuela de 1999. | | Isaías Rodríguez (1999-2000) Adina Bastidas (2000-2001) |
| 33                                                   |                                    | 10 de enero de 2001                | Hugo Chávez (1954-2013)            | MVR                                | 11 de abril de 2002                | 57 (2001-2002)                           | Barinas                                  | 2000                               |                                                                                                 | Adina Bastidas (2001-2002) Diosdado Cabello (2002)                                                                 |                                                         |
| -                                                    |                                    |                                    | Pedro Carmona (1941-)              | Independiente                      | 11 de abril de 2002                | 13 de abril de 2002                      | Lara                                     | (2002)                             | Golpe de Estado de 2002 Juramentado presidente tras la supuesta renuncia de Hugo Chávez.        | | No designado                                            |
| -                                                    |                                    |                                    | Diosdado Cabello (1963-)           | Encargado                          | 13 de abril de 2002                | 14 de abril de 2002                      | Monagas                                  | (2002)                             | Juramentado como presidente encargado constitucional.                                           | | El mismo                                                |
| 33                                                   |                                    |                                    | Hugo Chávez (1954-2013)            | MVR                                | 14 de abril de 2002                | 10 de enero de 2007                      | Barinas                                  | 57 (2002-2007)                     | Restituido como presidente constitucional.                                                      | | José Vicente Rangel (2002-2007)                         |
| 33                                                   |                                    | PSUV                               | Hugo Chávez (1954-2013)            | 10 de enero de 2007                | 10 de enero de 2013                | 58 (2007-2013)                           | Barinas                                  | 2006                               |                                                                                                 | Jorge Rodríguez Gómez (2007-2008) Ramón Carrizalez (2008-2010) Elías Jaua (2010-2012) Nicolás Maduro (2012-2013)   |                                                         |
| 33                                                   |                                    | PSUV                               | Hugo Chávez (1954-2013)            | 10 de enero de 2013                | 5 de marzo de 2013                 | (2013)                                   | Barinas                                  | 2012                               |                                                                                                 | Nicolás Maduro (2013)                                                                                              |                                                         |
| -                                                    |                                    |                                    | Nicolás Maduro (1962-)             | Encargado                          | 5 de marzo de 2013                 | (2013)                                   | 19 de abril de 2013                      | Distrito Capital                   | Asume la presidencia provisional ante la muerte de Chávez.                                      | | Jorge Arreaza (2013)                                    |
| 34                                                   |                                    | PSUV                               | Nicolás Maduro (1962-)             | 19 de abril de 2013                | 10 de enero de 2019                | 59 (2013-2019)                           | 2013                                     | Distrito Capital                   |                                                                                                 | Jorge Arreaza (2013-2016) Aristóbulo Istúriz (2016-2017) Tareck El Aissami (2017-2018) Delcy Rodríguez (2018-2019) |                                                         |
| 34                                                   |                                    |                                    | Nicolás Maduro (1962-)             | PSUV                               | 10 de enero de 2019                | 10 de enero de 2025                      | 60 (2019-2025) (Parcialmente reconocido) | Distrito Capital                   | 2018                                                                                            | | Delcy Rodríguez (2019-2025)                             |
| 34                                                   |                                    | 10 de enero de 2025                | Nicolás Maduro (1962-)             | PSUV                               | En funciones                       | 61 (2025-2031) (Parcialmente reconocido) | 2024                                     | Distrito Capital                   |                                                                                                 | Delcy Rodríguez (2025-En funciones)                                                                                |                                                         |

## Expresidentes vivos

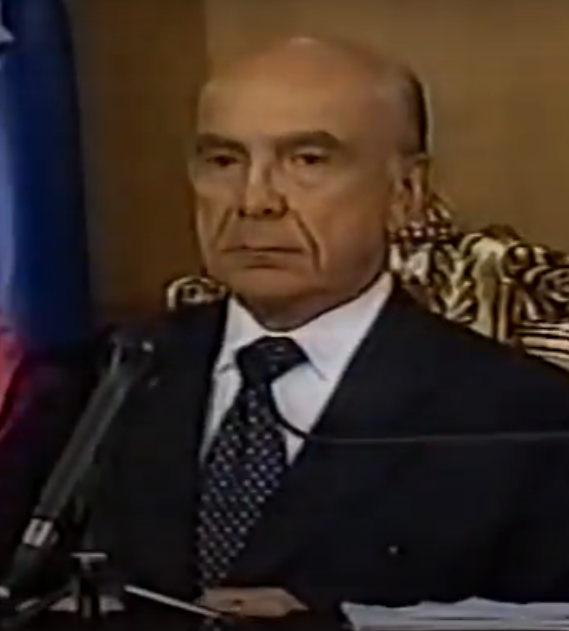
Pedro Carmona, (84 años) 12 al 13 abril de 2002 (interino) Sin cargo público actual
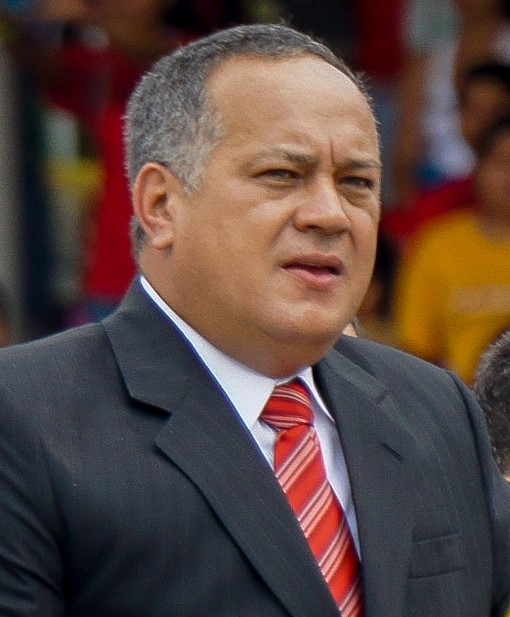
Diosdado Cabello, (62 años) 13 al 14 de abril de 2002 (interino) Ministro de del Poder Popular para las Relaciones Interiores, Justicia y Paz
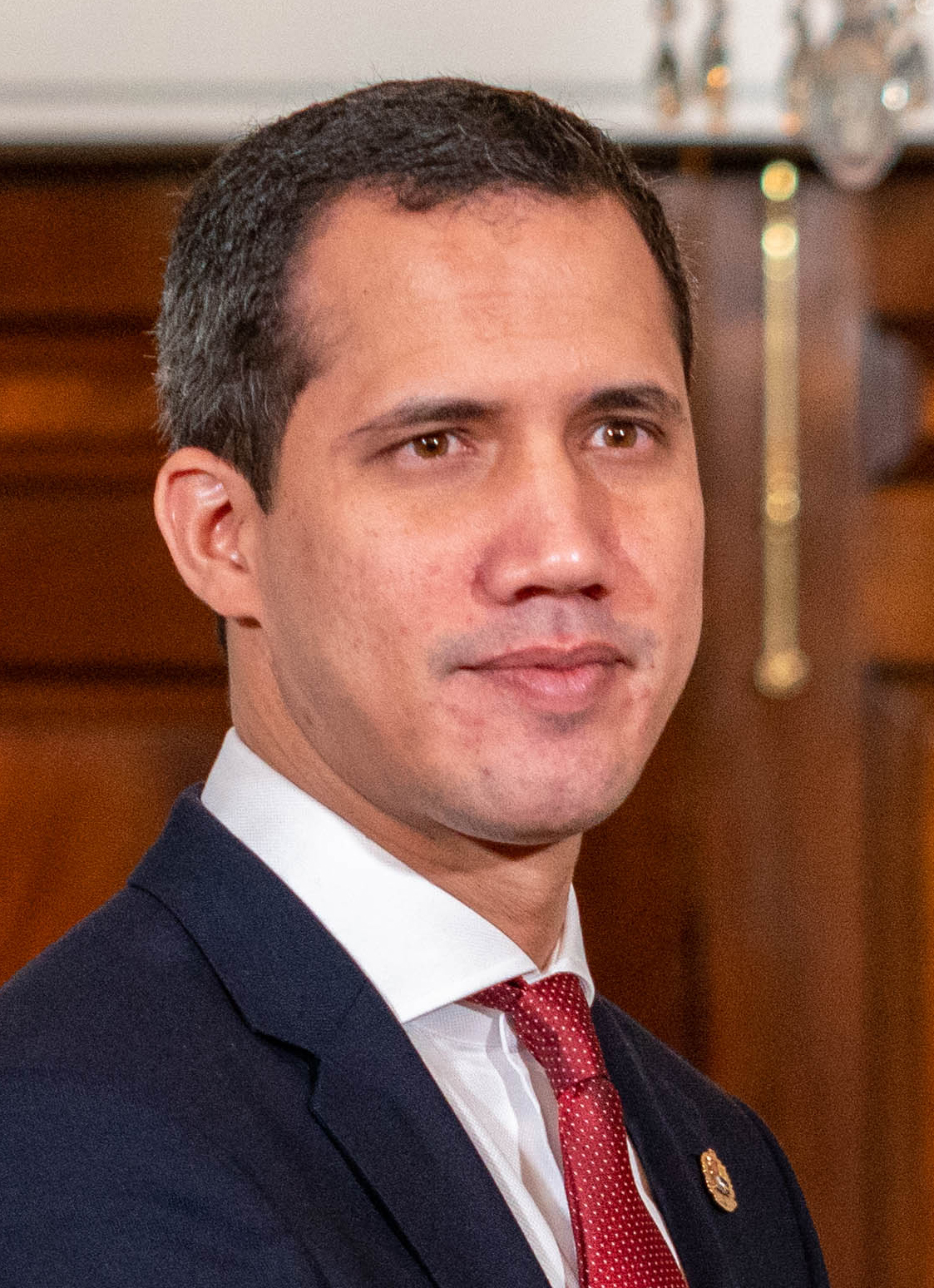
Juan Guaidó, (42 años) 23 de enero de 2019-5 de enero de 2023 (interino) parcialmente reconocido Sin cargo público actual

## Misceláneas presidenciales
- El presidente más joven en asumir el cargo fue Marcos Pérez Jiménez, quien tenía 38 años.
- El presidente más longevo fue Rafael Caldera, con 78 años al momento de asumir.
- Cinco son los presidentes fallecidos en ejercicio de sus funciones: José Tadeo Monagas, Francisco Linares Alcántara, Juan Vicente Gómez, Carlos Delgado Chalbaud, y Hugo Chávez.
- Rómulo Gallegos fue el primer presidente electo por votación directa, secreta y universal.
- Hugo Chávez ha sido el único presidente elegido cuatro veces.
- Juan Vicente Gómez fue el presidente con más tiempo ocupando el cargo de presidente con un total de 27 años, siendo 16 años ejerciendo directamente la presidencia y 11 de manera indirecta.
- Nicolás Maduro ha sido el presidente civil que más tiempo ha ocupado el cargo.
- Carlos Andrés Pérez ha sido el único presidente constitucional destituido de su cargo por una causa judicial.
- La presidencia más corta ha sido la de Diosdado Cabello, con una duración de aproximadamente de 5 horas y 15 minutos.
- Acción Democrática (AD) es la fuerza política que más tiempo ha detentado el poder, acumulando 27 años de gobiernos no consecutivos entre 1945 y 1993, mientras que Convergencia ha sido el que menos tiempo lo ha ejercido, un solo período constitucional de 5 años (1994-1999).
- Rafael Caldera fue el presidente que llegó al poder con menos porcentaje de votos, específicamente, sólo el 29,13 % en 1968, mientras que Rómulo Gallegos ha sido el que ha obtenido el mayor porcentaje, con 74,47 % en 1947.
- Hugo Chávez fue el presidente que recibió recibido la mayor cantidad absoluta de votos con 8.191.132 al obtener el 55,07 % en las elecciones de 2012.